# Longitarsus incospicuus
Longitarsus incospicuus es un coleóptero de la familia Chrysomelidae. Fue descrita científicamente en 1860 por Wollaston.